# 1. Hanauer Fußball-Club 1893
1. Hanauer Fußball-Club 1893 é uma agremiação esportiva alemã, fundada em 1893, sediada em Hanau, em Hessen.

## História
O clube é o mais antigo de Hessen. Em seu primeiro ano permaneceu sem vitórias em uma meia dúzia de partidas, mas na temporada surgiu como campeão do sul e conseguiu uma aparição na fase de abertura do campeonato nacional. Além disso, o Hanau foi um dos clubes fundadores da Associação de Futebol alemã formada em 1900.
Ainda nos primeiros anos do futebol alemão o Hanau goleou o Kickers Offenbach por 23 a 1. O clube conseguiu uma série de apresentações sem sucesso na liga local, entre 1902 e 1905 e foi "roubado" ao não conseguir um título por causa de maquinações burocráticas, em 1907, antes de finalmente conquistar o título local em 1909. Tornou-se membro fundador da Nordkreis-Liga, em 1909, na qual jogou até a eclosão da guerra. Após a Primeira Guerra Mundial, o clube jogou na  Kreisliga Nordmain sem qualquer sucesso real. Em 1926, o Hanau esteve em uma disputa legal com o FSV Frankfurt que o levou à exclusão da competição por um tempo curto. Através da década de 1920 e 1930 o time atuou na Bezirksliga, a principal de Hessen da Verband Süddeutschland.

## Sob o Terceiro Reich
Em 1933, o futebol alemão foi reorganizado em dezesseis divisões máximas ou Gauligen, sob o domínio do Terceiro Reich. Jogando na Gauliga Hessen o Hanau conquistou mais três títulos regionais no fim dos anos 1930 (1935, 1936 e 1938) e avançou para as quartas de final da Tschammerpokal, a antecessora da DFB-Pokal (Copa da Alemanha), em 1935. A Gauliga Hessen foi dividida em duas divisões. Em 1941, foi transferido para a Gauliga Hessen-Nassau, na qual jogou consistentemente bem até o colapso do futebol no fim da Segunda Guerra Mundial.

## Pós-guerra
No entanto, o clube seguiu em frente e chegou a atuar com uniformes improvisados por motivos temporários. Nas duas décadas seguintes a equipe alternou participações entre a segunda e terceira divisão, em Hessen. Sua produção melhorou de maneira suficiente para conseguir participações regulares na Oberliga Hessen (III) durante o fim dos anos 1960 e dos anos 1970. Na temporada 1978-1979 participou da 2 Bundesliga Süd. Depois de terminar em 17ª, retornou à Oberliga Hessen (III), na qual jogou até 1987. O clube esteve a ponto da falência financeira em meados dos anos 1990, situação que incluiu a perda de suas terras, e foi considerada uma fusão com o Progres Frankfurt. A equipe contudo se recuperou e atualmente joga na Hanau Gruppenliga Frankfurt Ost (VII), com o foco em suas equipes de jovens.

## Títulos
| - Nordkreis-Liga (I) - Campeão: 1916 - Vice-campeão: 1912 - Gauliga Hessen (I) - Campeão: 1935, 1936, 1938 - Vice-campeão: 1939, 1941 - Oberliga Hessen - Campeão: 1953, 1961, 1978 - Landesliga Hessen-Süd - Campeão: 1973, 1976 - Kreisoberliga Hanau - Campeão: 2010 - Bezirksliga Hanau - Campeão: 2003 - Vice-campeão: 2008 - Kreisliga A Hanau - Campeão: 2010 | - Hessen Cup - Vencedor: 1950, 1978 |

## Cronologia recente
A recente performance do clube:
| Temporada | Divisão                       | Módulo | Posição |
| 1999–2000 | Kreisliga A Hanau             | VIII   | 1ª ↑    |
| 2000–01   | Bezirksliga Hanau             | VII    | 5ª      |
| 2001–02   | Bezirksliga Hanau             | VII    | 4ª      |
| 2002–03   | Bezirksliga Hanau             | VII    | 1ª ↑    |
| 2003–04   | Bezirksoberliga Frankfurt-Ost | VI     | 4ª      |
| 2004–05   | Bezirksoberliga Frankfurt-Ost | VI     | 5ª      |
| 2005–06   | Bezirksoberliga Frankfurt-Ost | VI     | 18ª ↓   |
| 2006–07   | Bezirksliga Hanau             | VII    | 3ª      |
| 2007–08   | Bezirksliga Hanau             | VII    | 2ª ↑    |
| 2008–09   | Gruppenliga Frankfurt Ost     | VII    | 15ª ↓   |
| 2009–10   | Kreisoberliga Hanau           | VIII   | 1ª ↑    |
| 2010–11   | Gruppenliga Frankfurt Ost     | VII    | 7ª      |
| 2011–12   | Gruppenliga Frankfurt Ost     | VII    | 15ª ↓   |